# H. Guy Hunt
Harold Guy Hunt, född 17 juni 1933 i Holly Pond, Alabama, död 30 januari 2009 i Birmingham, Alabama, var en amerikansk republikansk politiker. Han var guvernör i Alabama 1987-1993. Han blev 1986 den första republikanen att vinna ett guvernörsval i Alabama sedan 1872. Han var den första guvernören i Alabama som avsattes på grund av att ha dömts för ett brott.
Hunt växte upp på en farm i Cullman County. Han gifte sig 17 år gammal, deltog i Koreakriget i USA:s armé och arbetade sedan som präst i Primitive Baptist Church i Holly Pond.
Demokraterna hade dominerat politiken i Alabama mycket länge när Hunt vann guvernörsvalet 1986 med 56% av rösterna. Demokraterna hade ett ytterst jämnt primärval vars resultat avgjordes av en kommission. Hunts motkandidat var viceguvernören i Alabama Bill Baxley. Guvernör Hunts utnämningar till olika nämnder och kommittéer innebar att demokraternas dominans bröts och republikanerna fick ett starkt fotfäste inom politiken i Alabama. Hunt omvaldes 1990. Han avsattes 1993 efter att ha blivit dömd för att ha utnyttjat pengar från en skattefri fond till privata ändamål. Fonden skapades för installationsfestligheterna 1987 i samband med att Hunt först tillträdde guvernörsämbetet. Han dömdes till böter och ett femårigt villkorligt straff. Han fick 1998 en full benådning.